# Cinematic Rendering
Cinematic Rendering ist eine von Siemens Healthineers weiterentwickelte Volume Rendering Technik. Dabei handelt es sich um eine Methode der Bildverarbeitung in der medizinischen Diagnostik zur photorealistischen dreidimensionalen Darstellung von Schnittbilddaten, wie z. B. Computer-Tomographie-, oder Magnetresonanztomographie-Aufnahmen. 2017 wurden Klaus Engel, Franz Fellner und Robert Schneider für den Deutschen Zukunftspreis nominiert.

## Technik
Cinematic Rendering basiert auf dem volumetrischen Monte-Carlo Path Tracing Algorithmus, welcher hunderte bis tausende Lichtpfade von einer virtuellen Kamera durch die Daten verfolgt. Lichtbeiträge werden entlang der Pfade aus High Dynamic Range Bildern entlang der Pfade zurück auf den virtuellen Kamerasensor transportiert und gemittelt. Streuung, Absorption und Emission wird entlang der Pfade über Interaktionen des Lichts mit den volumetrischen Daten simuliert. Dadurch entstehen realistische und plastische Bilder der Anatomie, die eine Bildqualität ähnlich zu CGI-Sequenzen wie in der Filmindustrie erreichen.

## Medizinische Anwendungen
Cinematic Rendering ist für die Anwendung im medizinischen Bereich zugelassen und findet Anwendung in verschiedenen Gebieten. In der Radiologie wird es für ergänzende Diagnostik zu den vorhandenen Schnittbildern eingesetzt. In chirurgischen Fächern wird es für die präoperative Planung eingesetzt, beispielsweise Mund-Kiefer- und Gesichtschirurgie, Unfallchirurgie und Orthopädie, sowie auch Herz- und Gefäßchirurgie sowie interventionelle Radiologie. Darüber hinaus wird es fachübergreifend zur postgraduellen Ausbildung von ärztlichem Personal sowie Patientenaufklärung und interdisziplinären klinischen Besprechungen (z. B. Tumorboards) verwendet.

## Anwendung in der medizinischen Ausbildung
Cinematic Rendering wird an spezialisierten Zentren als besondere Form der virtuellen Anatomie für den Anatomie-Unterricht von Medizinstudierenden und anderen Gesundheitsberufen, so zum Beispiel an der Medizinischen Fakultät JKU der Universität Linz und postgraduellen Weiterbildung von klinischen Bereichen und medizinischen Assistenzberufen genutzt. Inzwischen gibt es auch eine App für die Apple Vision Pro, die vom Institut für Künstliche Intelligenz in der Medizin am Universitätsklinikum Essen evaluiert wurde.